# Malulah
Malulah (arab. ملولح) – wieś w Syrii, w muhafazie Hama. W 2004 roku liczyła 377 mieszkańców.